# 犬とハサミは使いようのディスコグラフィ
犬とハサミは使いようのディスコグラフィ（いぬとハサミはつかいようのディスコグラフィ）は、テレビアニメ『犬とハサミは使いよう』の関連CDについて記述する。発売元はavex entertainment。

## キャラクターソング

### シングル

#### わんわんわんわんN_1!!
犬っ娘くらぶは、テレビアニメ『犬とハサミは使いよう』のオープニングテーマ「わんわんわんわんN_1!!」を歌うために同アニメのヒロイン、夏野霧姫（井上麻里奈）、春海円香（阿澄佳奈）、柊鈴菜（伊藤静）、大澤映見（加隈亜衣）、秋月マキシ（芹澤優）により結成されたユニット。カップリングには秋月マキシが歌うエンディングテーマ「レモネイドスキャンダル」が収録されている。
ジャケットには、テレビアニメ『犬とハサミは使いよう』に登場するキャラクターの夏野霧姫、春海円香、柊鈴菜、大澤映見、秋月マキシが描かれている。
収録曲
（全作曲・編曲：松田彬人）
1. わんわんわんわんN_1!! [3:59][1]
歌：犬っ娘くらぶ［夏野霧姫（井上麻里奈）、春海円香（阿澄佳奈）、柊鈴菜（伊藤静）、大澤映見（加隈亜衣）、秋月マキシ（芹澤優）］
作詞：畑亜貴
テレビアニメ『犬とハサミは使いよう』オープニングテーマ
「わんわんわんわん」というフレーズが執拗に繰り返される[5]ノリノリで[6]ファンキーチューンな曲。歌詞にはアドリブも盛り込まれているという[6]。
2. レモネイドスキャンダル [4:25][1]
歌：秋月マキシ（芹澤優）
アイドル作家、秋月マキシの楽曲ということもあり、「直球なアイドルソング」になっている[5]。
作詞：こだまさおり
テレビアニメ『犬とハサミは使いよう』エンディングテーマ
3. わんわんわんわんN_1!!（Instrumental）
4. レモネイドスキャンダル（Instrumental）

#### 犬とハサミは使いよう キャラクターソング
2013年7月31日から9月25日まで発売。ディスクジャケットには、各キャラクターが描かれている。

##### 夏野霧姫
2013年7月31日発売。品番はAVCA-62547。
収録曲
（全作詞：畑亜貴、作曲・編曲：松田彬人）
1. 快感パラメーター [4:15][7]
作詞：松井洋平、作曲：岡本健介、編曲：酒井陽一
2. わんわんわんわんN_1!! 霧姫ver. [3:59][7]
3. 快感パラメーター（Instrumental）
4. わんわんわんわんN_1!! 霧姫ver.（Instrumental）

##### 春海円香
2013年7月31日発売。品番はAVCA-62548。
収録曲
（全作曲：松田彬人、編曲：松田彬人）
1. LITTLE SISTER SPICE MAGIC♡ [4:34][9]
作詞：松井洋平
2. わんわんわんわんN_1!! 円香ver. [3:59][9]
作詞：畑亜貴
3. LITTLE SISTER SPICE MAGIC♡（Instrumental）
4. わんわんわんわんN_1!! 円香ver.（Instrumental）

##### 柊鈴菜
2013年8月21日発売。品番はAVCA-62549。
収録曲
（全作詞：畑亜貴）
1. 恍惚パラダイム [4:30][11]
作曲・編曲：梅原新
2. わんわんわんわんN_1!! 鈴菜ver. [3:59][11]
作詞：畑亜貴、作曲・編曲：松田彬人
3. 恍惚パラダイム（Instrumental）
4. わんわんわんわんN_1!! 鈴菜ver.（Instrumental）

##### 大澤映見
2013年8月21日発売。品番はAVCA-62550。
収録曲
（全作詞：畑亜貴）
1. ごめんなさい、私なんかが歌ってしまってほんとうにごめんなさい [4:05][12]
作曲・編曲：梅原新
2. わんわんわんわんN_1!! 映見ver. [3:59][12]
作詞：畑亜貴、作曲・編曲：松田彬人
3. ごめんなさい、私なんかが歌ってしまってほんとうにごめんなさい（Instrumental）
4. わんわんわんわんN_1!! 映見ver.（Instrumental）

##### 本田桜 & 本田弥生
2013年9月25日発売。品番はAVCA-62551。
収録曲
1. なでなでなでな! [4:10]
作詞：松井洋平、作曲：岡本健介、編曲：酒井陽一
2. わんわんわんわんN_1!! 桜 & 弥生ver. [3:59]
作詞：畑亜貴、作曲・編曲：松田彬人
3. なでなでなでな!（Instrumental）
4. わんわんわんわんN_1!! 桜 & 弥生ver.（Instrumental）

##### 森部佐茅
2013年9月25日発売。品番はAVCA-62552
収録曲
1. Purgatorium Cerberus [4:54][14]
作詞：松井洋平、作曲・編曲：西添健
2. わんわんわんわんN_1!! 佐茅ver. [3:59][14]
作詞：畑亜貴、作曲・編曲：松田彬人
3. なでなでなでな!（Instrumental）
4. わんわんわんわんN_1!! 佐茅ver.（Instrumental）

##### 姫萩紅葉
2013年9月25日発売。品番はAVCA-62553
収録曲
1. 儚き季節に舞う蝶よ [4:54][15]
作詞：松井洋平、作曲・編曲：石川智久
2. わんわんわんわんN_1!! 紅葉ver. [3:59][15]
作詞：畑亜貴、作曲・編曲：松田彬人
3. 儚き季節に舞う蝶よ（Instrumental）
4. わんわんわんわんN_1!! 紅葉ver.（Instrumental）

## アルバム

### Shining!!
2013年9月11日発売。初回特典として描き下ろしスリーブケース仕様となっている。DVDが同梱されており、「マジカル☆ラブ」のPV、メイキング映像が収録されている。
収録曲
1. わんわんわんわんN_1!! マキシver. [3:58][16]
作詞：畑亜貴、作曲・編曲：松田彬人
2. レモネイドスキャンダル [3:59][16]
作詞：こだまさおり、作曲・編曲：松田彬人
テレビアニメ『犬とハサミは使いよう』エンディングテーマ
3. マジカル☆ラブ [4:08][14]
作詞：畑亜貴、作曲・編曲：松田彬人
4. KIRA-KIRAしましょう?[4:39][16]
作詞：畑亜貴、作曲：酒井陽一、編曲：松田彬人
5. outshine[4:04][14]
作詞：松井洋平、作曲：原田篤、編曲：酒井拓也
6. レモネイドスキャンダル ウィズ メン イン ブラック[4:28][16]
作詞：こだまさおり、作曲・編曲：松田彬人
7. わんわんわんわんN_1!! マキシver. （instrumental）
8. マジカル☆ラブ  （instrumental）
9. KIRA-KIRAしましょう?（instrumental）
10. outshine（instrumental）
11. レモネイドスキャンダル ウィズ メン イン ブラック （instrumental）

DVD
1. マジカル☆ラブ Music Video
2. Making Maxi

### サウンドトラック
2013年10月9日発売。